# Curculio villosus
Curculio villosus är en skalbaggsart som beskrevs av Fabricius 1781. Curculio villosus ingår i släktet Curculio, och familjen vivlar. Arten är reproducerande i Sverige.